# 米露謝·霍斯卡
米盧謝·霍斯卡（捷克語：Miluše Horská，1959年4月26日—），捷克教育家和政治家，自2010年起擔任帕爾杜比採參議員 。
她於2010年大選以獨立候選人身分當選參議員。在參議院，她是基督教民主聯盟—捷克斯洛伐克人民黨成員和獨立人士團體成員。
她也是帕爾杜比採 Svítání（捷克語的意思是“日出” ）小學和實用學校的校長。
2016年參議院選舉中，她以第一輪27.28%的得票率、第二輪70.29%的得票率再次當選，並被選為參議院第一副議長。